# Rayan Philippe
Rayan Philippe (Nizza, 23 ottobre 2000) è un calciatore francese, attaccante dell'Amburgo.

## Caratteristiche tecniche
È un centravanti dinamico, bravo nel gioco spalle alla porta dove riesce a smistare il pallone per gli inserimenti dei compagni.

## Carriera

### Club
Nato a Nizza, ha dato i primi calci al pallone nel Rapid Menton prima di trasferirsi al Roquebrune nel 2013. Successivamente è passato per una stagione al Cavigna per poi fare ritorno al precedente club e firmare per il Digione nel 2015.
Nel 2018 è stato promosso nella squadra riserve impegnata nel Championnat de France amateur 2, dove è andato a segno alla terza presenza decidendo il match vinto 2-1 contro il Jura Dolois con una rete a cinque minuti dalla fine. Il 24 agosto 2019 ha debuttato in prima squadra subentrando a Frédéric Sammaritano nel secondo tempo della sfida casalinga di Ligue 1 parsa 2-0 contro il Bordeaux. Il 31 gennaio 2020 ha firmato il primo contratto da professionista legandosi al club biancorosso fino al 2020 ed è stato contestualmente ceduto in prestito al Tolone fino al termine della stagione.

### Nazionale
Ha giocato nella nazionale francese Under-20.

## Statistiche
Statistiche aggiornate al 4 maggio 2024.

### Presenze e reti nei club
| Stagione                | Squadra                 | Campionato              | Campionato | Campionato | Coppe nazionali | Coppe nazionali | Coppe nazionali | Coppe continentali | Coppe continentali | Coppe continentali | Altre coppe | Altre coppe | Altre coppe | Totale | Totale | Totale |
| Stagione                | Squadra                 | Comp                    | Pres       | Reti       | Comp            | Pres            | Reti            | Comp               | Pres               | Reti               | Comp        | Pres        | Reti        | Pres   | Reti   |        |
| ----------------------- | ----------------------- | ----------------------- | ---------- | ---------- | --------------- | --------------- | --------------- | ------------------ | ------------------ | ------------------ | ----------- | ----------- | ----------- | ------ | ------ | ------ |
| 2017-2018               | Digione 2               | N3                      | 6          | 1          |                 | -               | -               |                    | -                  | -                  |             | -           | -           | 6      | 1      |        |
| 2018-2019               | Digione 2               | N3                      | 15         | 1          |                 | -               | -               |                    | -                  | -                  |             | -           | -           | 15     | 1      |        |
| 2019-gen. 2020          | Digione 2               | N3                      | 12         | 8          |                 | -               | -               |                    | -                  | -                  |             | -           | -           | 12     | 8      |        |
| 2019-gen. 2020          | Digione                 | L1                      | 1          | 0          | CF+CdL          | 0               | 0               |                    | -                  | -                  |             | -           | -           | 1      | 0      |        |
| gen.-giu. 2020          | Tolone                  | N                       | 5          | 1          | CF              | 0               | 0               |                    | -                  | -                  |             | -           | -           | 5      | 1      |        |
| 2020-2021               | Digione 2               | N3                      | 1          | 0          |                 | -               | -               |                    | -                  | -                  |             | -           | -           | 1      | 0      |        |
| Totale Digione 2        | Totale Digione 2        | Totale Digione 2        | 34         | 10         |                 | -               | -               |                    | -                  | -                  |             | -           | -           | 34     | 10     |        |
| 2020-2021               | Digione                 | L1                      | 4          | 1          | CF              | 0               | 0               |                    | -                  | -                  |             | -           | -           | 4      | 1      |        |
| Totale Digione          | Totale Digione          | Totale Digione          | 5          | 1          |                 | -               | -               |                    | -                  | -                  |             | -           | -           | 5      | 1      |        |
| 2020-2021               | Nancy                   | L2                      | 15         | 1          | CF              | -               | -               |                    | -                  | -                  |             | -           | -           | 15     | 1      |        |
| 2021-2022               | Swift Hesperange        | DN                      | 15         | 7          | CL              | 0               | 0               |                    | -                  | -                  |             | -           | -           | 15     | 7      |        |
| 2022-2023               | Swift Hesperange        | DN                      | 26         | 27         | CL              | 1               | 1               |                    | -                  | -                  |             | -           | -           | 27     | 28     |        |
| Totale Swift Hesperange | Totale Swift Hesperange | Totale Swift Hesperange | 41         | 34         |                 | 1               | 1               |                    | -                  | -                  |             | -           | -           | 42     | 35     |        |
| 2023-2024               | E. Braunschweig         | 2L                      | 23         | 8          | CG              | 1               | 0               | -                  | -                  | -                  | -           | -           | -           | 24     | 8      |        |
| Totale carriera         | Totale carriera         | Totale carriera         | 123        | 54         |                 | 2               | 1               |                    | -                  | -                  |             | -           | -           | 124    | 55     |        |

## Palmarès

### Club

#### Competizioni nazionali
- Campionato lussemburghese: 1

Swift Hesperange: 2022-2023

### Individuale
- Capocannoniere della Division Nationale

2022-2023 (32 gol)